# Ganda-Koy
Die Ganda-Koy (auch Ghanda-Koy, Ganda-Koi und Ghanda-Koy) waren eine Selbstverteidigungsorganisation der sesshaften Afrikaner des Südrandes der Sahara zum Schutz gegen Übergriffe durch nomadische Tuareg und kriminelle Viehdiebe. Gegründet 1994 und wegen einiger Angriffe und Ermordungen unbewaffneter Tuareg und Mauretanier in Misskredit geraten, erfolgte 1996 die Selbstentwaffnung und Wiedereingliederung ins zivile Leben.
Im Jahr 2012 wurde sie als „Ganda-Koy Nouvelle Génération“ der Songhai wiederbelebt. Ihr Hauptquartier befindet sich in Mopti. Ganda-Koy baut gegenwärtig neue militärische Strukturen auf, um der Expansion der Tuareg-Milizen aus Azawad entgegentreten zu können. Aufgrund ihrer Herkunft verfügen sie über stillschweigende Unterstützung der malischen Restarmee (die 1996 in die Armee integrierten Tuaregrebellen waren im Vorfeld der jetzigen Kämpfe mit Waffen und Gerät desertiert) und können sich auf ethno-professionelle Netzwerke in den Nachbarländern Malis verlassen.
Im Juli 2012 gelang es Ganda-Koy mit anderen Selbstverteidigungsmilizen die anti-fundamentalistische Forces Patriotiques de Résistance (FPR) zu gründen, dem sich auch gemäßigte Tuareg-Organisationen anschlossen.
Die Ganda-Koy verfügen über rund 2.000 Kämpfer unter Führung von Harouna Touré.